# Felicidade Clandestina
Felicidade clandestina é uma coletânea de 25 contos da escritora brasileira Clarice Lispector, alguns dos quais já haviam sido publicados anteriormente. Foi publicado pela primeira vez em 1971.

## Temas
Os contos abordam assuntos como infância, adolescência e família, sem deixar de abordar as angústias da alma.
Como é comum nas obras da autora, a descrição dos ambientes, das personagens e o enredo perdem a importância para a revelação profunda dos personagens (epifania).
O conto "Uma Amizade Sincera" é uma narrativa em primeira pessoa sobre o início, aprofundamento e o final de uma amizade entre dois, desde a infância até à idade adulta. Este conto também foi publicado no livro "Onde Estivestes de Noite", sob o título "Esvaziamento". "O Primeiro Beijo" narra as emoções e sensações da passagem da infância para a adolescência.
Em fevereiro de 1977, a autora comentou com o jornalista Júlio Lerner sobre o conto "O ovo e a galinha" em entrevista televisionada para a TV Cultura. Rejeitando o rótulo de "hermética" às vezes a ela atribuído, Lispector disse que se compreende bem, exceto neste conto, que ela não compreende, sendo "um mistério" para ela. Na mesma entrevista, refere-se a esse conto como um dos seus "filhos prediletos".
Em 1998, foi realizado um curta metragem "Clandestina Felicidade" baseado no conto "Felicidade Clandestina" da autora.
O livro é composto dos seguintes contos:
- Felicidade Clandestina
- Uma Amizade Sincera
- Miopia Progressiva
- Restos do Carnaval
- O Grande Passeio
- Come, meu Filho
- Perdoando Deus
- Tentação
- O Ovo e a Galinha
- Cem Anos de Perdão
- A Legião Estrangeira
- Os Obedientes
- A Repartição dos Pães
- Uma Esperança
- Macacos
- Os Desastres de Sofia
- A Criada
- A Mensagem
- Menino a Bico de Pena
- Uma História de Tanto Amor
- As Águas do Mundo
- A Quinta História
- Encarnação Involuntária
- Duas Histórias a meu Modo
- O Primeiro Beijo